# Catoptria pfeifferi
Catoptria pfeifferi là một loài bướm đêm trong họ Crambidae.